# Reid Strain
Reid Strain (Milwaukee, Wisconsin, Estados Unidos; 19 de enero de 1994) es un futbolista estadounidense nacionalizado puertorriqueño. Juega de delantero y su equipo actual es el Aserrí Fútbol Club de la Segunda División de Costa Rica.

## Biografía
Es hijo de padre estadounidense y madre puertorriqueña. Se inició en Chicago Fire Academia Juvenil Sub-18.

## Selección
Ha sido internacional con la Selección Sub-20 de Puerto Rico en 8 ocasiones anotando 4 goles.

## Clubes
| Club                           | País       | Año           |
| ------------------------------ | ---------- | ------------- |
| Deportivo Saprissa (Juveniles) | Costa Rica | 2014-2015     |
| Aserrí Fútbol Club             | Costa Rica | 2015-presente |